# Jeff Chandler
Jeff Chandler (Nova York, Nova York, 15 de dezembro de 1918 - Los Angeles, Califórnia, 17 de junho de 1961) foi um ator norte-americano.

## Vida e carreira
Nascido no Brooklyn, de ascendência judaica, Chandler era fascinado pelo cinema. Com o dinheiro que recebia como caixa noturno de um restaurante, pagou um curso de arte dramática, tendo, inclusive, estudado junto com Susan Hayward. Chegou a montar uma companhia teatral ambulante, em 1941, mas a entrada dos Estados Unidos na Segunda Guerra Mundial levou-o a se alistar na Marinha. Passou quatro anos em Pearl Harbor e voltou à vida civil como tenente. A seguir, entrou para o rádio, onde trabalhou como ator no drama policial Michael Shayne, Detective e na comédia Our Miss Brooks, ambos muito apreciados. Por fim, conheceu Dick Powell, que lhe abriu as portas de Hollywood. Estreou nas telas dizendo uma frase no noir Johnny O'Clock (1947), de Robert Rossen.
Contratado pela Universal, Chandler brilhou na década de 1950 em faroestes e filmes de ação que, se não revolucionaram a sétima arte, pelo menos mostraram-se bastante populares. Pela sua caracterização do apache Cochise em Broken Arrow (1950) recebeu uma indicação ao prêmio Óscar de Melhor Ator (coadjuvante/secundário). Apesar de viver o personagem outras duasezes (The Battle at Apache Pass/1952 e Taza, Son of Cochise/1954), não ficou marcado como mero intérprete de peles-vermelhas. Dono de uma estampa viril e elegantes cabelos prematuramente grisalhos, Chandler protagonizou filmes de sucesso, como  War Arrow (1953), ao lado de Maureen O'Hara, The Tattered Dress (1957), com Jeanne Crain, Man in the Shadow (1957), coestrelado por Orson Welles, Thunder in the Sun (1959), com a velha amiga Susan Hayward e Return to Peyton Place (1961), ao lado de Eleanor Parker.
Chandler foi também cantor, tendo lançado diversos álbuns e se apresentado em vários clubes, inclusive na Riviera Francesa. Casou-se apenas uma vez, com a atriz Marjorie Hoshelle. Tiveram duas filhas, Jamie e Dana, mas a união acabou em divórcio em 1959. Chandler faleceu cedo, com apenas 42 anos, devido a uma septicemia que se seguiu a uma cirurgia de hérnia de disco, adquirida enquanto filmava nas Filipinas o drama de guerra Merrill's Marauders (1962).

## Filmografia[1]
Com exceção de Taza, Son of Cochise, estão listadas somente as produções em que Chandler foi creditado.
| Ano  | Nome original                 | Nome PT/BR                    | Nome PT/PT            | Notas                           |
| ---- | ----------------------------- | ----------------------------- | --------------------- | ------------------------------- |
| 1947 | Johnny O'Clock                | Dama, Valete e Rei            |                       |                                 |
| 1947 | The Invisible Wall            |                               |                       |                                 |
| 1947 | Roses Are Red                 |                               |                       |                                 |
| 1949 | Abandoned                     | Enjeitados                    |                       |                                 |
| 1949 | Sword in the Desert           | Adagas do Deserto             |                       |                                 |
| 1949 | Mr. Belvedere Goes to College | O Gênio do Colégio            |                       |                                 |
| 1950 | Two Flags West                | Entre Dois Juramentos         | Entre Dois Juramentos |                                 |
| 1950 | Broken Arrow                  | Flechas de Fogo               | A Flecha Quebrada     |                                 |
| 1950 | Deported                      | Deportado                     |                       |                                 |
| 1951 | Bird of Paradise              | Ave do Paraíso                | Ave do Paraíso        |                                 |
| 1951 | Smuggler's Island             | Piratas dos Mares da China    |                       |                                 |
| 1951 | The Iron Man                  | O Demolidor                   |                       |                                 |
| 1951 | Flame of Araby                | Paixão de Beduíno             |                       |                                 |
| 1952 | The Battle at Apache Pass     | A Revolta dos Peles-Vermelhas |                       | PT/BR: ou O Levante dos Apaches |
| 1952 | Red Ball Express              | Arrancada da Morte            |                       |                                 |
| 1952 | Yankee Buccaneer              | Capitão Pirata                |                       |                                 |
| 1952 | Because of You                | Por Tua Causa                 |                       |                                 |
| 1953 | The Great Sioux Uprising      | Hordas Selvagens              |                       |                                 |
| 1953 | War Arrow                     | A Grande Audácia              |                       |                                 |
| 1953 | East of Sumatra               | Ao Sul de Sumatra             |                       |                                 |
| 1954 | Sign of the Pagan             | Átila, O Rei dos Hunos        |                       |                                 |
| 1954 | Yankee Pasha                  | Escravas do Harém             |                       |                                 |
| 1954 | Taza, Son of Cochise          | Herança Sagrada               | Herança de Honra      | Ponta não creditada             |
| 1955 | The Spoilers (1955)           | Rastros da Corrupção          | Rochedos Humanos      |                                 |
| 1955 | Fox Fire                      | Sangue de Mestiço             |                       |                                 |
| 1955 | Female on the Beach           | Frenesi de Paixões            |                       |                                 |
| 1956 | Away All Boats                | Barcos ao Mar                 | A Epopeia do Pacífico |                                 |
| 1956 | Toy Tiger                     | Três Corações Solitários      |                       |                                 |
| 1956 | Pillars of the Sky            | Pilastras do Céu              |                       |                                 |
| 1957 | Drango                        | Drango                        |                       |                                 |
| 1957 | The Tattered Dress            | Epílogo de uma Sentença       |                       |                                 |
| 1957 | Man in the Shadow             | A Soldo do Diabo              |                       |                                 |
| 1957 | Jeanne Eagels                 | Lágrimas de Triunfo           |                       |                                 |
| 1958 | The Lady Takes a Flyer        | A Força do Amor               |                       |                                 |
| 1958 | Raw Wind in Eden              | Tormenta no Paraíso           |                       |                                 |
| 1959 | Thunder in the Sun            | Sol e Sangue                  |                       |                                 |
| 1959 | The Jayhawkers                | Na Encruzilhada dos Facínoras |                       |                                 |
| 1959 | Ten Seconds to Hell           | A Dez Segundos do Inferno     | A Um Passo do Inferno |                                 |
| 1959 | Stranger in My Arms           | Um Estranho em Meus Braços    |                       |                                 |
| 1960 | A Story of David              | David e o Rei Saul            |                       |                                 |
| 1960 | The Plunderers                | Os Destruidores               |                       |                                 |
| 1961 | Return to Peyton Place        | De Volta À Caldeira do Diabo  |                       |                                 |
| 1962 | Merrill's Marauders           | Mortos Que Caminham           | Invasão na Birmânia   |                                 |